# Лобановка (Купянский район)
Лоба́новка (укр. Лобанівка) — село в Ольховатской сельской общине Купянского района Харьковской области Украины.
Код КОАТУУ — 6321485515. Население по переписи 2001 г. составляет 11 (6/5 м/ж) человек.

## Географическое положение
Село Лобановка находится у истоков реки Плотва, примыкает к сёлам Грачевка и Купино.
В селе несколько запруд.

## История
- 1799 — дата основания.
- До 17 июля 2020 года село входило в Чёрненский сельский совет, Великобурлукский район, Харьковская область.

## Экономика
- В селе при СССР были молочно-товарная и птице-товарная фермы, машинно-тракторные мастерские.

## Экология
Возле села находится скотомогильник.